# Loxofidonia
Loxofidonia is een geslacht van vlinders van de familie spanners (Geometridae), uit de onderfamilie Larentiinae.

## Soorten
- L. acidaliata Packard, 1874
- L. bareconia Swinhoe, 1894
- L. buda Swinhoe, 1895
- L. cingala Moore, 1887
- L. hexasticha Prout, 1941
- L. muscicapata Christoph, 1881
- L. obfuscata Warren, 1893
- L. plumbilinea Warren, 1906
- L. rufescens Butler, 1879
- L. sigmata Prout, 1941
- L. stephanitis Meyrick, 1907
- L. taiwana Wileman, 1914